# Norsk Toppfotball
La Norsk Toppfotball (NTF) è l'organizzazione calcistica costituita dai 16 club militanti nell'Eliteserien e dai 16 militanti nella 1. divisjon. Fondata nel 1972 con il nome di Serieforeningen, nel 2001 adottò l'attuale denominazione. La NTF lavora per contribuire allo sviluppo individuale e collettivo dei club norvegesi, sia da un punto di vista tecnico che da quello economico, con l'obiettivo di far crescere il movimento calcistico norvegese. Attualmente, Bjarne Berntsen ne è presidente. Fa parte della European Professional Football Leagues (EPFL). La NTF organizzò, con la collaborazione di TV2 e UNICEF, la Superfinalen.